# 二宮朋子
二宮 朋子（にのみや ともこ、1981年3月13日 - ）は、日本の企業顧問。宮崎県宮崎市出身。元テレビ宮崎アナウンサー。元フリーアナウンサー。元クロスカンパニー（現・ストライプインターナショナル）社員。

## 来歴
宮崎市立生目台中学校、宮崎県立宮崎西高等学校、慶應義塾大学総合政策学部、早稲田大学大学院MBA（経営学修士号）を取得後に卒業。身長150cm。

### 学生時代
大学在学中にフジテレビのインターネット番組『お台場Lip's』に出演していた。フジテレビアナウンストレーニング講座アナトレとテレビ朝日アスク に通っていた。

### アナウンサー時代
2003年4月、テレビ宮崎に契約社員として入社。FNSアナウンス大賞新人部門奨励賞受賞。地上デジタル放送推進大使に任命された。在籍時は実家暮らしだった。
2007年3月、テレビ宮崎を退職。
同年4月、放送大学学園に入局。
2010年3月、放送大学学園の所属アナウンサーを卒業。放送大学大学院に在籍する学生でもあり、自身の学生としての失敗談等を『大学の窓』で紹介することもあった。
同年4月よりフリーアナウンサーとなり、産経新聞グループの総合経済情報サイト「SankeiBiz」でコラムを担当していた。またYouTubeではコラムの関連動画が見られた。
宮崎市で活動している「なわや」というバンドで、キーボードを担当していた。

### 会社員として
2011年2月、クロスカンパニー（現・ストライプインターナショナル）に中途入社。教育チームで3ヵ月働いた後で、新卒採用担当となる。
2012年より人事課長として新卒採用・教育を担当。
2015年、娘を出産後に育休を取得。
2016年、生後4ヶ月の子供を抱えて早稲田大学大学院へ入学し、人材組織やブランド論を専門に学ぶ。その後MBA（経営学修士号）を取得。職務に復帰する際にダイバーシティー推進室の室長に就任。
2019年2月、SDGs推進室を設け室長に就任。
2020年3月、ストライプインターナショナルの創業者石川康晴が社員へのセクシャルハラスメント疑惑で、代表取締役を辞任した約2ヶ月後の5月1日、二宮は現役社員としてフェイスブックやnoteで心境を明かした。「声を上げていい、なかったことにしたくない」の思いからであった。
2020年4月1日時点で、早稲田大学ビジネスファイナンス研究センター招聘研究員である。
組織再編が行われ、2020年5月1日付けでSDGs推進室は廃止。経営企画室へ異動する。その後も依頼があればインタビューや講演会で自身の意見を発信した。

### 企業顧問として
現在は複数の企業顧問を務めながら、省庁、自治体、大学、研究機関に活動の場を広げ、SDGs／ダイバーシティの観点で「人と組織」を育てる活動を続ける。

## 人物
趣味はエレクトーン、深夜のティータイム。特技は剣道2段、中国語、書道。
テレビ朝日アナウンサーの松尾由美子は、小学校から大学までの先輩にあたる。

## 過去の出演番組

### 大学時代
- お台場Lip's
- 東京キャンパスバウンド

### テレビ宮崎アナウンサー時代
- HOT WAVE
- 学びのひろば

### 放送大学時代
- 大学の窓
- ラジオ科目「発達科学の先人たち('16)」 - 聞き手（第13回を除く、平成28年度第1学期〜令和5年度第2学期）